# Italiens Grand Prix 2000
Italiens Grand Prix 2000 var det fjortonde av 17 lopp ingående i formel 1-VM 2000.

## Resultat
1. Michael Schumacher, Ferrari, 10 poäng
2. Mika Häkkinen, McLaren-Mercedes, 6
3. Ralf Schumacher, Williams-BMW, 4
4. Jos Verstappen, Arrows-Supertec, 3
5. Alexander Wurz, Benetton-Playlife, 2
6. Ricardo Zonta, BAR-Honda, 1
7. Mika Salo, Sauber-Petronas
8. Pedro Diniz, Sauber-Petronas
9. Marc Gené, Minardi-Fondmetal
10. Gaston Mazzacane, Minardi-Fondmetal
11. Giancarlo Fisichella, Benetton-Playlife
12. Jean Alesi, Prost-Peugeot

### Förare som bröt loppet
- Nick Heidfeld, Prost-Peugeot (varv 15, snurrade av)
- Jacques Villeneuve, BAR-Honda (14, elsystem)
- Jenson Button, Williams-BMW (10, snurrade av)
- Johnny Herbert, Jaguar-Cosworth (1, snurrade av)
- Rubens Barrichello, Ferrari (0, kollision)
- David Coulthard, McLaren-Mercedes (0, kollision)
- Jarno Trulli, Jordan-Mugen Honda (0, kollision)
- Heinz-Harald Frentzen, Jordan-Mugen Honda (0, kollision)
- Pedro de la Rosa, Arrows-Supertec (0, kollision)
- Eddie Irvine, Jaguar-Cosworth (0, snurrade av)

## VM-ställning
| Förarmästerskapet 1. Mika Häkkinen, McLaren-Mercedes, 80 2. Michael Schumacher, Ferrari, 78 3. David Coulthard, McLaren-Mercedes, 61 | Konstruktörsmästerskapet 1. McLaren-Mercedes, 131 2. Ferrari, 127 3. Williams-BMW, 34 |